# Hugo Germán Iriarte
Hugo Germán Iriarte (Alta Gracia, Provincia de Córdoba, Argentina, 26 de marzo de 1982) es un exfutbolista argentino. Jugaba de lateral o volante izquierdo. Su último equipo fue Guillermo Brown de Puerto Madryn.

## Clubes
| Club                  | País      | Año             |
| --------------------- | --------- | --------------- |
| Argentino (Rosario)   | Argentina | 2002 - 2003     |
| Newell's Old Boys     | Argentina | 2003 - 2005     |
| Colón (Santa Fe)      | Argentina | 2006 - 2008     |
| Gimnasia (La Plata)   | Argentina | 2008 - 2011     |
| Atlético de Rafaela   | Argentina | 2011 - 2012     |
| San Martín (San Juan) | Argentina | 2013 - 2014     |
| 3 de Febrero          | Paraguay  | 2014            |
| Guillermo Brown       | Argentina | 2015 - Presente |

2018 - u.d.c.i.s.a (san Agustín,Córdoba)